# Martiaanse tijdsverschuiving
Martiaanse tijdsverschuiving (Engels: Martian Time-Slip) is een sciencefictionroman van Philip K. Dick.

## Publicatie
Dick voltooide het schrijven van het verhaal in 1962, onder de werktitel Goodmember Arnie Kott of Mars (Bondscommandeur Arnie Kott van Mars). Het werd over de loop van 1963 als All We Marsmen (Wij Marsmannen) in 3 delen gepubliceerd in het sciencefictionmagazine Worlds of Tomorrow. In 1964 werd het als roman uitgebracht door Ballantine Books, onder de definitieve titel Martian Time-Slip.

## Plot
In 1994 heeft de mensheid verschillende kolonies op Mars. De kolonisten moeten zwoegen om te overleven: water is schaars, de grondkwaliteit is erbarmelijk, de import van nieuwe goederen is moeizaam waardoor reparateurs zeer begeerd zijn en de ruimtereis van de Aarde naar Mars veroorzaakt schade aan de geslachtsklieren waardoor er veel "anomale" kinderen geboren worden.
Jack Bohlen is een reparateur die zijn leven op Aarde ontvlucht is na een episode van psychose. Tijdens een oproep om een groep Bleekmannen (de inheemse bevolking van Mars) bijstand te verlenen, komt Jack Arnie Kott tegen, de gewiekste bondscommandeur van de vakbond van waterwerkers.
Manfred Steiner is de autistische zoon van Norbert Steiner, smokkelaar en buurman van Jack. Manfred wordt in het Kamp Ben-Gurion in de Nieuw-Israëlische kolonie ondergebracht, samen met andere anomale kinderen. Arnie Kott, wiens verstandelijk beperkte zoon ook in Kamp B-G zit, hoort van de psychiaters over een theorie dat autistische kinderen de tijd op een vervormde manier waarnemen. Arnie hoopt dat dit betekent dat de kinderen dan ook in de toekomst kunnen kijken, wat van pas zou kunnen komen bij het investeren in vastgoed op Mars. Hij leent Manfred van de psychiaters en huurt Jack in om een machine te bouwen om met de jongen te kunnen communiceren.